# Mister Internacional 2018
Mister International 2018 foi a 19º edição do tradicional concurso de beleza masculino de Mister International. A edição deste ano foi realizada em Manila, capital das Filipinas no dia 24 de Fevereiro de 2019  com a participação de trinta e nove (39) Países. O grande vencedor foi o representante do Vietnã,  Trịnh Văn Bảo,  modelo de 24 anos de Ho Chi Min.

## Resultados

### Colocações
| Posição               | País e Candidato |
| Vencedor              | - Vietnã - Trịnh Văn Bảo |
| 2º. Lugar             | - Venezuela - Francesco Piscitelli |
| 3º. Lugar             | - Hong Kong - Waikin Kwan |
| Finalistas            | - Filipinas - Mark Kevin Baloaloa - República Checa - Jiří Kmoníček                                                                                  |
| Top 10 Semifinalistas | - Noruega - Mathias Duma - Panamá - Juan Ángel Gaviria - Porto Rico - Julian Rivera - República Dominicana - Arturo Paredes - Tailândia - Nick Nolte |
| Top 15 Semifinalistas | - Austrália - Harrison Luna - Coreia do Sul - Daewoong Hwang - Espanha - Jesús Collado - Japão - Tsuyoshi Takimura - Peru - Duilio Vallebuona        |

### Prêmios Especiais
O concurso distribuiu os seguintes prêmios:
| Prêmio              | País e Candidato           |
| Escolha do Público  | - Peru - Duilio Vallebuona |
| Melhor Traje Típico | - Nicarágua - Naykel Niño  |

### Ordem dos anúncios
| 1. Panamá 2. Venezuela 3. República Dominicana 4. Noruega 5. Espanha 6. República Checa 7. Hong Kong 8. Vietnã 9. Filipinas 10. Austrália 11. Japão 12. Porto Rico 13. Coreia do Sul 14. Tailândia 15. Peru | 1. Venezuela 2. Noruega 3. Tailândia 4. Porto Rico 5. Panamá 6. Hong Kong 7. República Dominicana 8. República Checa 9. Filipinas 10. Vietnã | 1. Hong Kong 2. Vietnã 3. Filipinas 4. República Checa 5. Venezuela | 1. Vietnã 2. Venezuela 3. Hong Kong |

## Jurados

### Final
Ajudaram a eleger o vencedor:
1. Neil Perez, Mister Internacional 2014;
2. Richelle Singson-Michael, arquiteta e empresária;
3. Johnny Abad, presidente do Designer Circle of Philippines;
4. Dante Salamat, presidente da PR Diamond Realty Philippines;
5. Jansey, diretora de projetos da SMDC;

## Candidatos
Disputaram o título este ano: 
| - África do Sul - Lebogang Rameetse - Austrália - Harrison Luna - Bélgica - Mohamed Mahouk - Bolívia - Lucío Prado - Brasil - Danilson Furtado - China - Ruitao Li - Coreia do Sul - Daewoong Hwang - Eslovênia - Matjaž Mavri Boncelj - Espanha - Jesús Collado - Estados Unidos - Nicolas Santos - Filipinas - Mark Kevin Baloaloa - Guão - Christian Layao - Haiti - Ghaël Jean-Louis | - Holanda - Claudio Schoostra - Hong Kong - Waikin Kwan - Índia - Balaji Murugadoss - Indonésia - Rezza Praditya - Japão - Tsuyoshi Takimura - Líbano - Mohamad Taha - Malásia - Sylevistian Jon - México - Piero Renero - Nepal - Prashant Jung Shah - Nicarágua - Naykel Niño - Noruega - Mathias Duma - Panamá - Juan Ángel Gaviria - Peru - Duilio Vallebuona | - Polônia - Tomek Zarzycki - Porto Rico - Julian Rivera - República Checa - Jiří Kmoníček - República Dominicana - Arturo Paredes - Rússia - Igor Buyantuev - Sri Lanca - Amandha Amarasekara - Suécia - Kevin Graf - Suíça - Maikel Ferreira - Singapura - Famy Ashary - Tailândia - Nick Nolte - Taiwan - Kevin Chang - Venezuela - Francesco Piscitelli - Vietnã - Trịnh Bảo |

## Histórico

### Desistências
- Irã - Max Mehrafsha

- Mianmar - Naing Naing

### Sairam
- Colômbia

- El Salvador

- Finlândia

- Malta

### Retornaram
- Competiram pela última vez na edição de 2016:
  -  Austrália
  -  Malásia
  -  Rússia
  -  Sri Lanca

- Competiram pela última vez na edição de 2015:
  -  Suécia

- Competiram pela última vez na edição de 2014:
  -  Eslovênia

- Competiram pela última vez na edição de 2012:
  -  Haiti

- Competiram pela última vez na edição de 2011:
  -  Noruega

- Competiram pela última vez na edição de 2009:
  -  Taiwan

### Estatísticas
- Ásia: 15. (Cerca de 38% do total de candidatos)

- Américas: 11. (Cerca de 28% do total de candidatos)

- Europa: 10. (Cerca de 26% do total de candidatos)

- Oceania: 2. (Cerca de 5% do total de candidatos)

- África: 1. (Cerca de 3% do total de candidatos)